# Горт
Горт (на английски: Gort; на ирландски: Gort Inse Guaire или An Gort) е град в централната западна част на Ирландия, провинция Конахт, графство Голуей. Намира се на 36 km на югоизток от главния административен център на графството град Голуей. Има жп гара, която е открита на 15 септември 1869 г. Населението му е 2734 жители от преброяването през 2006 г.

## Личности, свързани с Горт
- Уилям Йейтс (1865 – 1939), ирландски поет и драматург, живял в околностите на града